# Улан-Ул
Улан-Ул (монг. Улаан-Улл) — залізнична станція в Монголії, розташована на Трансмонгольській залізниці між станціями Сайн-Шанд і Дзамин-Уд.
Розташована в селі Ердене.